# Gianluca Paparesta
Gianluca Paparesta (* 25. Mai 1969 in Bari) ist ein ehemaliger italienischer Fußballschiedsrichter und -funktionär.

## Sportlicher Werdegang
Als Sohn des vormaligen Schiedsrichters Romeo Paparesta widmete sich Paparesta ebenso dem Schiedsrichterwesen. Im Sommer 1997 rückte er dabei zunächst in den Kreis der für Spiele der Serie B zuständigen Schiedsrichter auf, wurde bereits am Ende der Serie-A-Spielzeit 1997/98 zum Serie-A-Schiedsrichter befördert und leitete am 16. Mai 1998 sein erstes Erstligaspiel. Schnell avancierte er zu einem der führenden Schiedsrichter des Landes und pfiff in der Coppa Italia 1999/2000 das Finalrückspiel im Giuseppe-Meazza-Stadion, in dem Lazio Rom sich dank eines 0:0 bei Inter Mailand nach einem 2:1-Hinspielerfolg den Titel sicherte. Ebenso leitete er zwei Jahre später im Pokalwettbewerb 2001/02 das Rückspiel zwischen der AC Parma und Juventus Turin sowie im Pokalwettbewerb 2002/03 das Hinspiel zwischen der AS Rom und der AC Mailand. Mit dem Rückspiel im Pokalwettbewerb 2003/04 zwischen Juventus Turin und Lazio Rom pfiff er zum dritten Mal in Folge und zum vierten Mal insgesamt im italienischen Pokalwettbewerb ein Endspiel – kein anderer Schiedsrichter kam so oft zum Einsatz.
Zwischenzeitlich war Paparesta, der auf Vereinsebene bereits Spiele im Europapokal geleitet hatte, auf die FIFA-Schiedsrichterliste aufgerückt. Am 18. Februar 2004 debütierte er beim Länderspiel zwischen Albanien und Schweden, die Südosteuropäer entschieden das Freundschaftsspiel für sich. Im März 2005 kam er im Rahmen der Qualifikation zur WM-Endrunde 2006 zu einem Pflichtspieleinsatz, Estland und Russland trennten sich im Spiel der UEFA-Gruppe 3 1:1-Remis.
Im Frühjahr 2006 wurde der als Calciopoli bekannte Manipulationsskandal aufgedeckt. Juventus-Manager Luciano Moggi brüstete sich in abgehörten Telefonaten, unter anderem auf Paparesta Druck ausgeübt zu haben. Letztlich wurde Paparesta hierfür verbandsseitig für drei Monate gesperrt. Zudem wurde er von der Disziplinarkommission der Associazione Italiana Arbitri (AIA) bis zum Ende des Serie-A-Spielzeit 2006/07 aufgrund seiner Kontakte zu Leonardo Meani von AC Mailand gesperrt, das Urteil wurde jedoch von einem Berufungsgericht der Federazione Italiana Giuoco Calcio (FIGC) aufgehoben, da die Zuständigkeit der AIA negiert wurde. 2007 wurde das Verfahren vor einem FIGC-Gericht aufgenommen und Paparesta, der ab Oktober 2006 wieder in der italienischen Meisterschaft Spiele leiten durfte, auf Betreiben der AIA daraufhin auf der FIFA-Liste durch Andrea De Marco ersetzt. Nachdem er in einem zwischenzeitlichen Strafprozess straffrei geblieben war, wurde er im April 2008 vom Sportgericht der FIGC verurteilt und kam anschließend nicht mehr in der Meisterschaft als Schiedsrichter zum Einsatz.
Im Sommer 2009 berief ihn Baris Bürgermeister Michele Emiliano zum Ratsdelegierten der Stadt, der unter anderem für internationale Angelegenheiten und Angelegenheiten des Mezzogiorno zuständig war. Parallel war Paparesta ab 2011 zeitweise als TV-Experte für den zu Mediaset gehörenden Spartensender Premium Calcio tätig. Am 18. September 2013 trat er von seinem Amt in Bari zurück. Wenige Tage später wurde er von der AS Bari als Funktionär eingestellt, unter seine Aufgaben fielen dabei insbesondere die Pflege der Beziehungen zu aktuellen und potenziellen Sponsoren sowie zu weiteren öffentlichen und privaten Institutionen. Nachdem er im Februar 2014 den finanziell angeschlagenen Klub verlassen musste, gehörte er zwei Monate später zu einem Konsortium, das unter seiner Führung für 4,8 Millionen Euro den Klub übernahm und in FC Bari 1908 umbenannte. Im Herbst 2015 wurde er angeklagt, über Schweizer Unternehmen die Bilanz des Klubs geschönt zu haben, damit dieser für die Zweitliga-Spielzeit 2015/16 die Lizenz erhielt. Im Sommer 2016 veräußerte Paparesta die Mehrheit an den Geschäftsmann Cosmo Giancaspro und trat nunmehr als Minderheitsaktionär mit einem Anteil von 0,6 % am Klub beteiligt bleibend am 22. Juni des Jahres als Vorsitzender des Verwaltungsrats ab. Unter Giancaspros Leitung meldete der Klub 2019 Insolvenz an, woraufhin ein Gerichtsverfahren auch gegen Paparesta angestrengt wurde. Im April 2024 wurde er von den Vorwürfen freigesprochen.
Im November 2017 kandidierte Paparesta für die Nachfolge Andrea Abodis als Vorsitzender des für die Serie B zuständigen Ligaverbandes, erhielt jedoch in der Abstimmung nur eine Stimme und unterlag damit Mauro Balata.
2019 übernahm Paparesta als Geschäftsführer die Leitung des als SSD Palermo in der viertklassigen Serie D neu gegründeten insolvent gegangenen FC Palermo. Am Ende der aufgrund der Auswirkungen der COVID-19-Pandemie in Italien im Frühjahr 2020 vorzeitig abgebrochenen Spielzeit wurde der Klub zum Aufsteiger in die Serie C erklärt, er verließ jedoch anschließend den Klub.